# Izna
Izna (hangul: 이즈나 (romanización revisada, Ijeuna; McCune-Reischauer, Ijŭna); estilizado en minúsculas) es un grupo femenino surcoreano formado por WakeOne Entertainment y producido por Teddy Park. Se formó en 2024 a través del programa de supervivencia de Mnet I-Land 2: N/a. El grupo está formado por seis integrantes: Mai, Bang Jee-min, Koko, Ryu Sa-rang, Choi Jung-eun y Jeong Sae-bi. Debutaron el 25 de noviembre de 2024 con el EP N/a.

## Nombre
Izna es un nombre creado a partir de la abreviatura de I-Land 2: N/a, que es "I2(N/a)". "En cualquier momento, en cualquier lugar, cualquier cosa soy yo" es el significado del nombre.

## Historia

### Formación a través deI-Land 2: N/ay otras actividades
Izna se formó a través del reality show de Mnet I-Land 2, que se emitió del 18 de abril al 4 de julio de 2024. El programa reunió a concursantes de Corea del Sur, Japón y Malasia, bajo WakeOne Entertainment, para competir y debutar en un grupo femenino multinacional, el primer grupo femenino no temporal bajo WakeOne Entertainment. De un pequeño grupo de 24 concursantes, solo siete serían elegidas para formar la alineación final. Todas las integrantes fueron anunciadas en el episodio final, que se transmitió en vivo el 4 de julio de 2024.
Antes de aparecer en el programa, en 2020, Choi Jung-eun participó en el programa de supervivencia de CJ ENM Cap-Teen, pero fue eliminada relativamente rápido, en el primer episodio. En 2023, Bang Jee-min participó en el programa de supervivencia de Belift Lab R U Next, pero fue eliminada en el episodio final, quedando en séptimo lugar, perdiendo por poco la oportunidad de unirse a Illit. De 2018 a 2021, Bang Jee-min fue aprendiz de Source Music, luego de 2021 a 2023, fue aprendiz de Belift Lab. De 2022 a 2023, Yoon Ji-yoon fue aprendiz de The Black Label. Por último, Koko fue aprendiz de Avex Entertainment.

### 2024-presente: Introducción y debut
En noviembre de 2024, WakeOne reveló que Izna debutaría oficialmente el 25 de noviembre con su primer EP N/a. El 22 de noviembre, el grupo realizó su actuación debut durante el segundo día de los Premios MAMA 2024 en el Kyocera Dome Osaka en Japón.
El 31 de marzo de 2025, Izna lanzó su primer sencillo digital, "Sign". La integrante Yoon Ji-yoon no participó en este lanzamiento debido a una pausa por problemas personales. El 15 de abril, el grupo ganó su primer premio de transmisión musical desde su debut en The Show con "Sign".
El 22 de mayo, el grupo anunció que lanzarían el sencillo digital "Beep" el 9 de junio.

## Respaldos
En julio de 2024, las miembros de Izna fueron anunciadas como modelos para la marca de cuidado de la piel HK Inno.

## Miembros
- Mai (마이)
- Bang Jee-min (방지민)
- Koko (코코)
- Ryu Sa-rang (유사랑)
- Choi Jung-eun (최정은)
- Jeong Sae-bi (정세비)

#### Exmiembros
- Yoon Ji-yoon (윤지윤)

## Discografía

### Extended plays
| Título | Detalles                                                                                               | Posiciones máximas en los gráficos | Posiciones máximas en los gráficos | Ventas                       |
| Título | Detalles                                                                                               | COR                                | JPN                                | Ventas                       |
| ------ | --- | ---------------------------------- | ---------------------------------- | ---------------------------- |
| N/a    | - Lanzamiento: 25 de noviembre de 2024 - Etiqueta: WakeOne - Formatos: CD, descarga digital, streaming | 3                                  | 17                                 | - COR: 266,071 - JPN: 14,354 |

### Sencillos
| Título                                       | Año  | Posiciones máximas en los gráficos | Posiciones máximas en los gráficos | Álbum               |
| Título                                       | Año  | COR                                | JPN Heat.                          | Álbum               |
| -------------------------------------------- | ---- | ---------------------------------- | ---------------------------------- | ------------------- |
| "Izna"                                       | 2024 | —                                  | —                                  | N/a                 |
| "Firmar"                                     | 2025 | 86                                 | 7                                  | Sencillos sin álbum |
| "Bip"                                        | 2025 | 105                                | —                                  | Sencillos sin álbum |
| "—" denota una grabación que no se registró. |      |                                    |                                    |                     |

### Otras canciones en las listas
| Título                 | Año  | Posiciones máximas en los gráficos | Álbum |
| Título                 | Año  | COR DL                             | Álbum |
| ---------------------- | ---- | ---------------------------------- | ----- |
| "Timebomb"             | 2024 | 45                                 | N/a   |
| "Iwaly" (Izna version) | 2024 | 48                                 | N/a   |
| "Drip"                 | 2024 | 49                                 | N/a   |
| "Fake It"              | 2024 | 46                                 | N/a   |

## Videografía

### Vídeos musicales
| Título | Año  | Ref.   |
| ------ | ---- | ------ |
| "Izna" | 2024 | [ 19 ] |
| "Sign" | 2025 | [ 20 ] |
| "Beep" | 2025 | [ 21 ] |

## Filmografía

### Programas de televisión
| Año  | Título        | Ref.   |
| ---- | ------------- | ------ |
| 2024 | I-Land 2: N/a | [ 22 ] |